# رقاح أسمر الكفل
رقاح أسمر الكفل أو آكل البذور أسمر الكفل (الاسم العلمي Crithagra tristriatus)، طائر من الرقاح وفصيلة الشرشوريات. موطنه في مرتفعات إثيوبيا، وإريتريا والصومال. وهو منتشر على نطاق واسع في المدن والقرى والمرتفعات والمزارع والمروج.
طوله نحو 13 سم. كان يصنف سابقًا ضمن جنس النغر.